# VH1 (Europa)
VH1 (también conocido como VH1 Europe) fue un canal de televisión por suscripción de origen europeo, propiedad de ViacomCBS Networks EMEAA, lanzado en 2002. Fue la versión europea del canal estadounidense VH1, que emitió vídeos musicales de todas las épocas, además de contenedores y bloques especiales. Su señal se emitió en Europa, Latinoamérica y el Medio Oriente y África.
Se emitía desde la sede de ViacomCBS en Europa en la ciudad de Camden (Londres, Reino Unido). En Latinoamérica, el canal inicio sus emisiones el 7 de octubre de 2020, en reemplazo de VH1 Latinoamérica.
El canal fue reemplazado por MTV 00s el 2 de agosto de 2021 a las 0:03 de la mañana.

## Historia
La marca VH1 apareció por primera vez en Europa, en específico en el Reino Unido, donde se lanzó VH1 Reino Unido en 1994, como señal local de la señal original estadounidense. Se lanzaría una versión en Alemania al año siguiente. La versión del Reino Unido se distribuiría posteriormente en toda Europa bajo el nombre VH1 Export a partir de junio de 1999. Sin embargo, la señal paneuropea empezaría en 2001, cuando se fusionaron VH1 Export y VH1 Alemania, convirtiéndose así en una señal independiente de la del Reino Unido y distribuida al resto de Europa.
VH1 Europe fue lanzado oficialmente el 21 de enero de 2002. Cuenta con una señal de carácter europeo sin cortes ni bloques comerciales. Es la misma señal para todos los operadores y países del Viejo Continente. A diferencia del VH1 estadounidense y otras cadenas alrededor del mundo, que han dejado los videos musicales y se han enfocado en una propuesta de entretenimiento general, esta señal nunca ha dejado los programas propiamente musicales. Se emiten una amplia variedad de programas musicales especializados de forma diaria o semanal. El canal se centra en la música actual, así como en la música de las décadas de 2000 y 2010. En la década de 2000, el canal solía centrarse en la música actual de entonces, con un enfoque más fuerte en el llamado pop y pop rock contemporáneo para adultos que en la actualidad, así como en la música de las décadas de 1990 y 1980. 
El 1 de junio de 2010 empieza a emitirse en Rusia reemplazando la versión local de VH1. 
El 1 de octubre de 2012, los expaíses yugoslavos (Serbia, Eslovenia, Croacia, Montenegro, Macedonia y Bosnia) recibieron una señal propia de VH1 llamada VH1 Adria, la cual reemplazó a VH1 Europe. Fue reemplazada nuevamente por VH1 Europe el 1 de febrero de 2015. 
Desde mayo de 2014, emite en 16:9.
Antes que «Despacito» adquiriera el estatus de éxito global, VH1 no solía tocar música cantada en otro idioma que no fuera el inglés, pero desde que la música urbana en español (como el reguetón, trap latino, etc) se hiciese muy popular fuera de América Latina, el canal comenzó a reproducir regularmente videos de artistas como Luis Fonsi, J Balvin, Bad Bunny, Rosalía, Maluma, Anitta, así como canciones en español de Shakira. 
El 1 de febrero de 2017, la programación de VH1 Polonia fue reemplazada por la programación de VH1 Europe; la señal polaca siguió existiendo aunque solo para emitir comerciales dirigidos al público polaco. El 3 de marzo de 2020, la señal de VH1 Polonia fue reemplazado por VH1 Europe. 
El 7 de octubre de 2020, el canal llegó a Latinoamérica reemplazando a VH1 Latinoamérica en SD y a VH1 HD en HD. Ese mismo día se renovaron sus gráficas, pasando la usar las que ya usaba VH1 Italia. Cabe destacar que VH1 Europe pasó a emitir en 4:3 con letterbox en la antigua señal de VH1 Latino, mientras que el canal comenzó a estar disponible por primera vez en alta definición al nivel global por la antigua señal de VH1 HD en la región.
Sus emisiones finalizaron el 2 de agosto de 2021 a las 03:00 (GMT) con la canción Dani California de Red Hot Chili Peppers, siendo reemplazado por MTV 00s, una variante de MTV con la música de los años 2000.

## Programación
- Vh1 Shuffle
- Hits Don't Lie!
- Guess The Year
- Vh1 Top 50
- We Love The: 00s
- Songs Of The Century!
- Class Of 2000-2009!
- Loudest 00s Rock Anthems!
- Hottest 00s R'n'B Hits!
- Hottest 00s Pop Hits!
- Hottest 00s Dance Hits!

## Logotipos

1995-1999
1999-2003
2003-2013
2013-2020
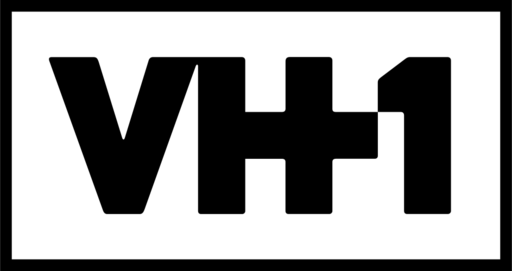
2020-2021